# Cacopsylla flori
Cacopsylla flori är en insektsart som först beskrevs av Puton 1871.  Cacopsylla flori ingår i släktet Cacopsylla och familjen rundbladloppor. Inga underarter finns listade i Catalogue of Life.